# Айгурка
Айгу́рка (от тюрк. айгыр — жеребец) — река в России, правый приток Калауса. 
В верхнем течении называется Ягу́рка. Протекает в Туркменском, Апанасенковском и Ипатовском районах Ставропольского края.
Входит в «Перечень объектов, подлежащих региональному государственному надзору в области использования и охраны водных объектов на территории Ставропольского края», утверждённый постановлением Правительства Ставропольского края от 5 мая 2015 года № 187-п.

## Этимология названия
Название реки предположительно образовано от тюркского слова айгыр («жеребец») и могло быть связано с её «бурным нравом во время половодья». По данным ставропольского краеведа В. Г. Гниловского, иногда обозначается как Кев-Айгур («сивый жеребец»).

## География
Длина реки — 137 км. Площадь водосборного бассейна — 2260 км².
Исток реки находится на западной окраине села Малые Ягуры. Река течёт в пределах Туркменского, Апанасенковского и Ипатовского районов, образуя большую петлю. До посёлка Поперечного преимущественное направление — на восток, затем река поворачивает на северо-восток и в районе села Рагули резко поворачивает на северо-запад. Впадает в Калаус около посёлка Двуречного, на высоте 62,9 м над уровнем моря.
По левому берегу, к юго-западу от посёлка Советское Руно, к реке примыкает балка Юсуп; по правому берегу — балка Сухой Яр. По руслу реки сооружено несколько прудов, а также крупное водохранилище (у посёлка Поперечный).
На Айгурке расположены населённые пункты: Малые Ягуры, Поперечный, Ясный (Туркменский район); Хлебный, Айгурский, Водный (Апанасенковский район); Советское Руно, Двуречный (Ипатовский район).

## Гидрология
Питание реки смешанное: снеговое, дождевое. Вода в верхнем течении пресная, после слияния с рекой Казгулак — солёная до самого устья. Река пересыхает в ряде мест в летние месяцы. По состоянию на 2014 год осуществляется дополнительная подача воды в Айгурку из Большого Ставропольского канала.

## Притоки
(км от устья)
- 93 км: Казгулак — левый приток длиной 24 км.
- 94 км: река без названия, в 5 км к северо-западу от села Летняя Ставка — правый приток длиной 15 км.
- река Уча, от села Овощи — правый приток длиной 11 км
- река без названия, в 17 км к северу от села Казгулак в балке Юсуп-Кулак — левый приток длиной 12 км
- ерик Трискулак, в 5 км к северо-востоку от села Малые Ягуры — левый приток длиной 15 км.
- 112 км: Камбулат — правый приток длиной 18 км.
- 124 км: Камбулат — правый приток длиной 17 км.

Всего река имеет 12 небольших притоков общей длиной 25 км.

## Археологические памятники
На правом берегу реки, в окрестностях посёлка Советское Руно, находится курганный могильник XIV века «Айгурский 1». При его раскопках были обнаружены элементы конского снаряжения, стеклянные, серебряные, бронзовые украшения и другие изделия, очевидно принадлежавшие знатным кочевникам. В пойме реки расположен ещё один могильник — «Айгурский 2», на территории которого выявлены погребения эпохи неолита; майкопской, ямной, катакомбной культур; раннего железного века; раннего и позднего средневековья. Погребальный инвентарь обоих могильников включает предметы, относящиеся к эпохе Золотой Орды.
В «Энциклопедическом словаре Ставропольского края» (2006) также указывается, что изучение второго из перечисленных могильников позволило исследователям сделать вывод «о происхождении вдоль русла реки Айгурка древнейших коммуникаций, связывавших северо-восточные районы Ставрополья с предгорьями Северного Кавказа, территориями Калмыкии и Нижнего Поволжья».

## Изображения

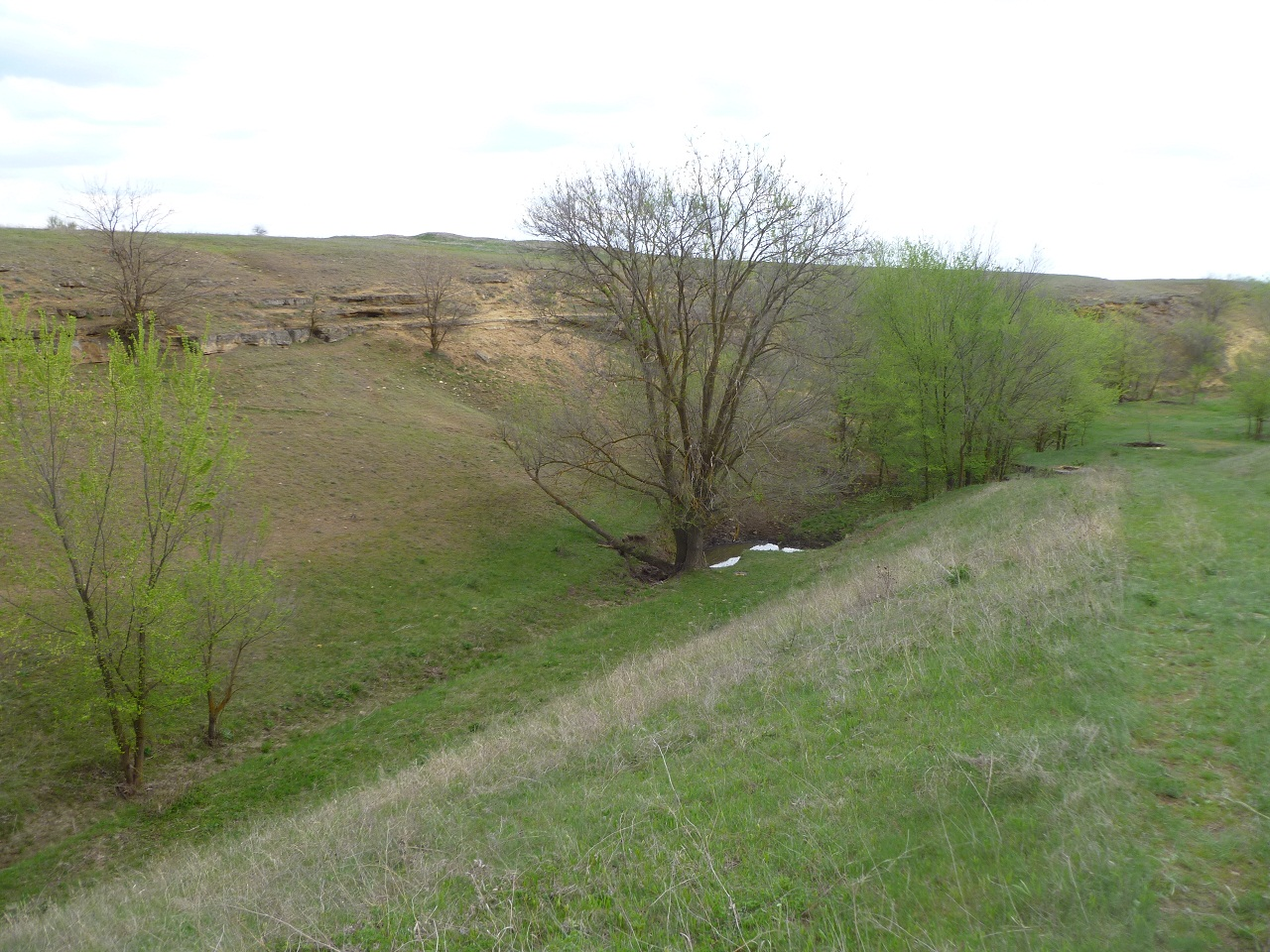
Исток реки (панорама)
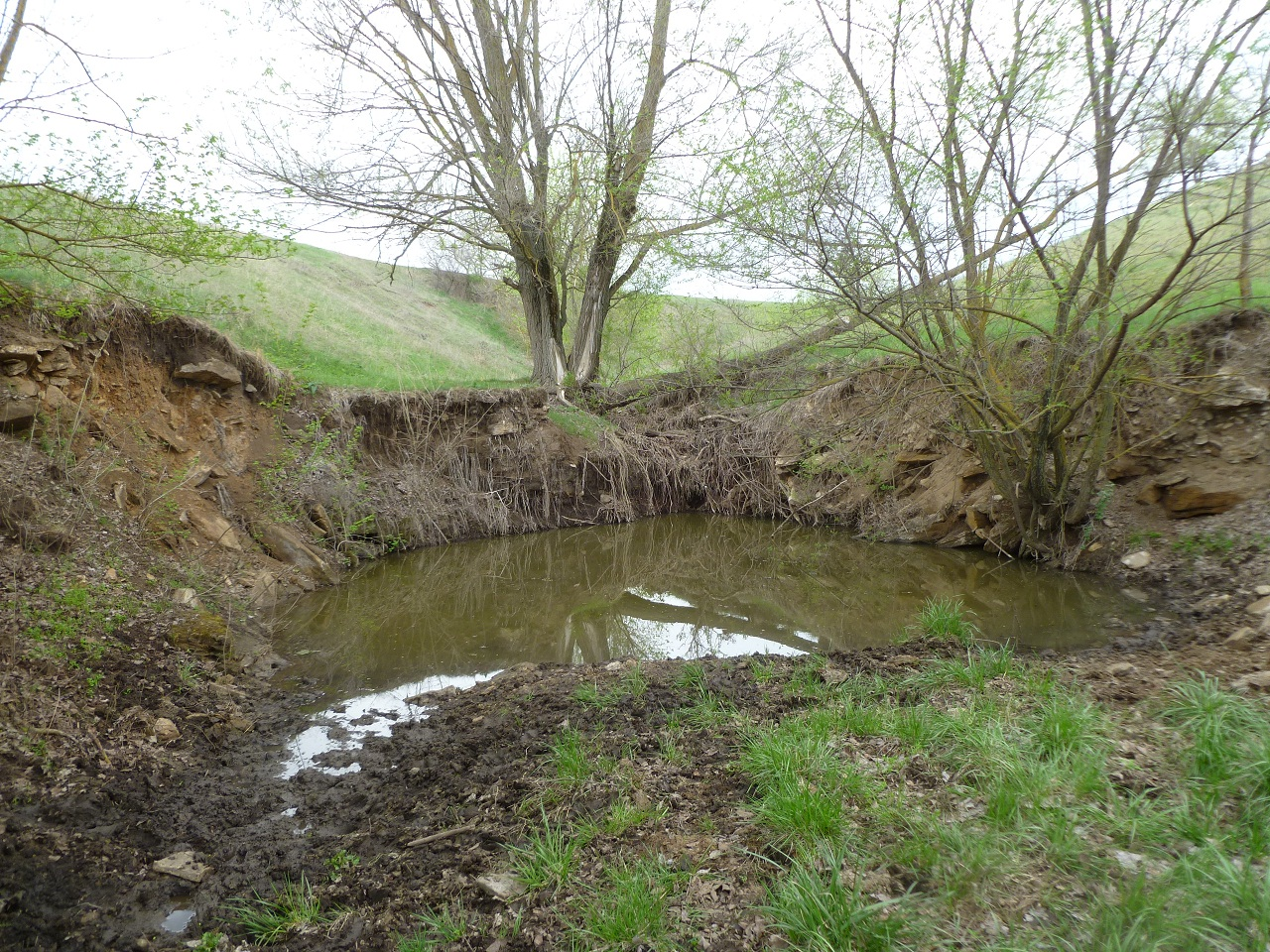
Исток реки (родник)
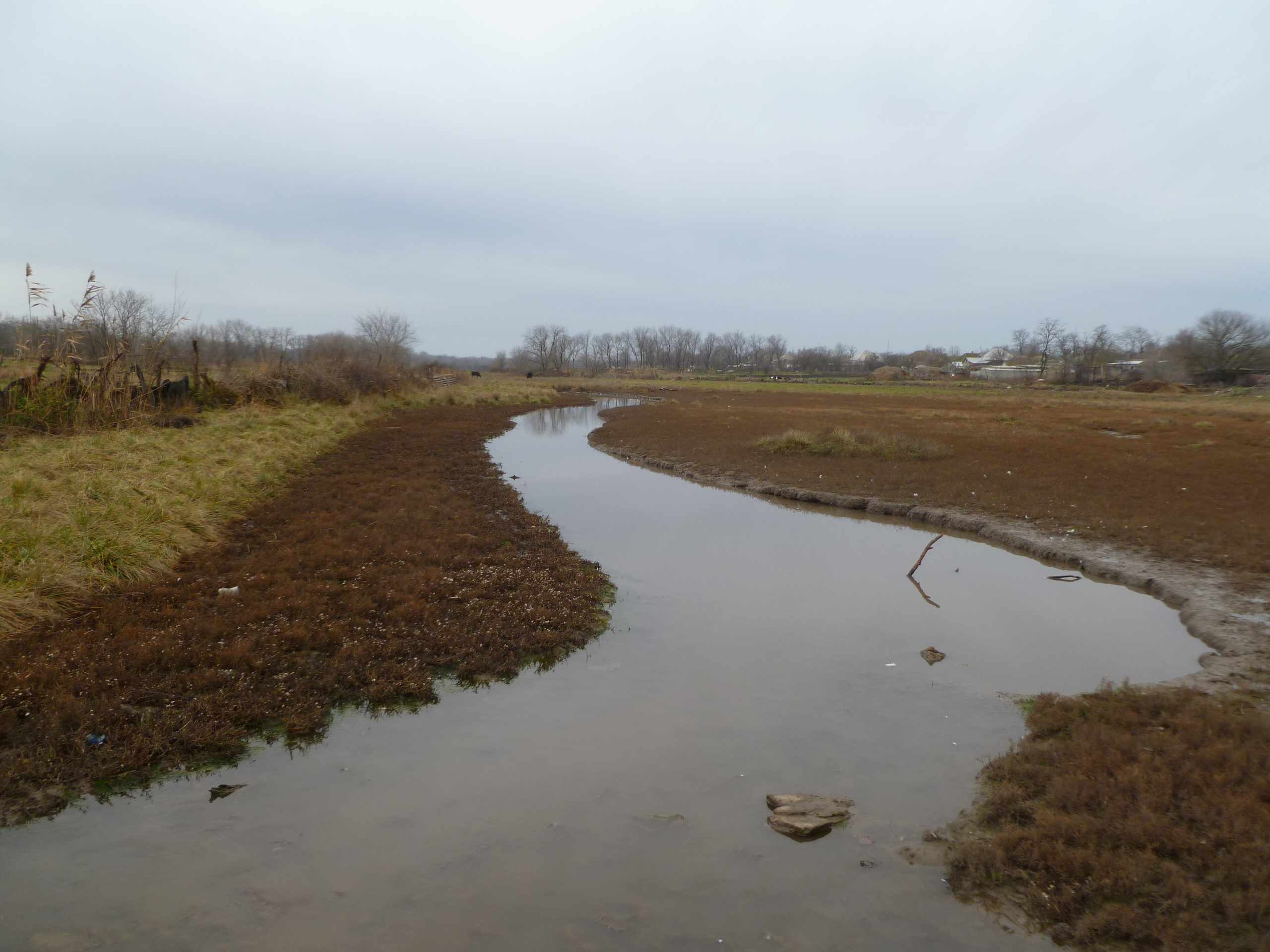
Река Ягурка в селе Малые Ягуры
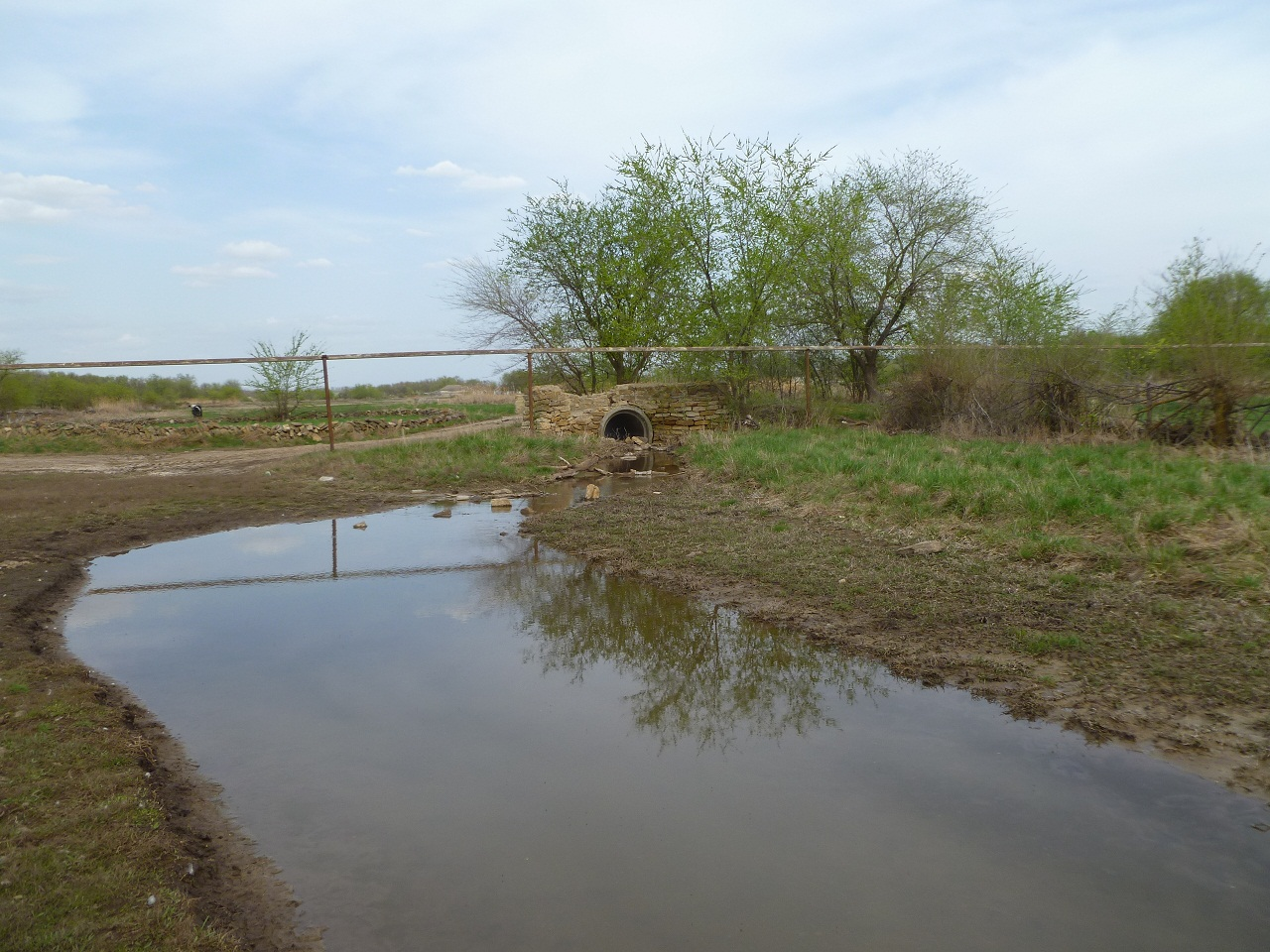
Русло реки весной
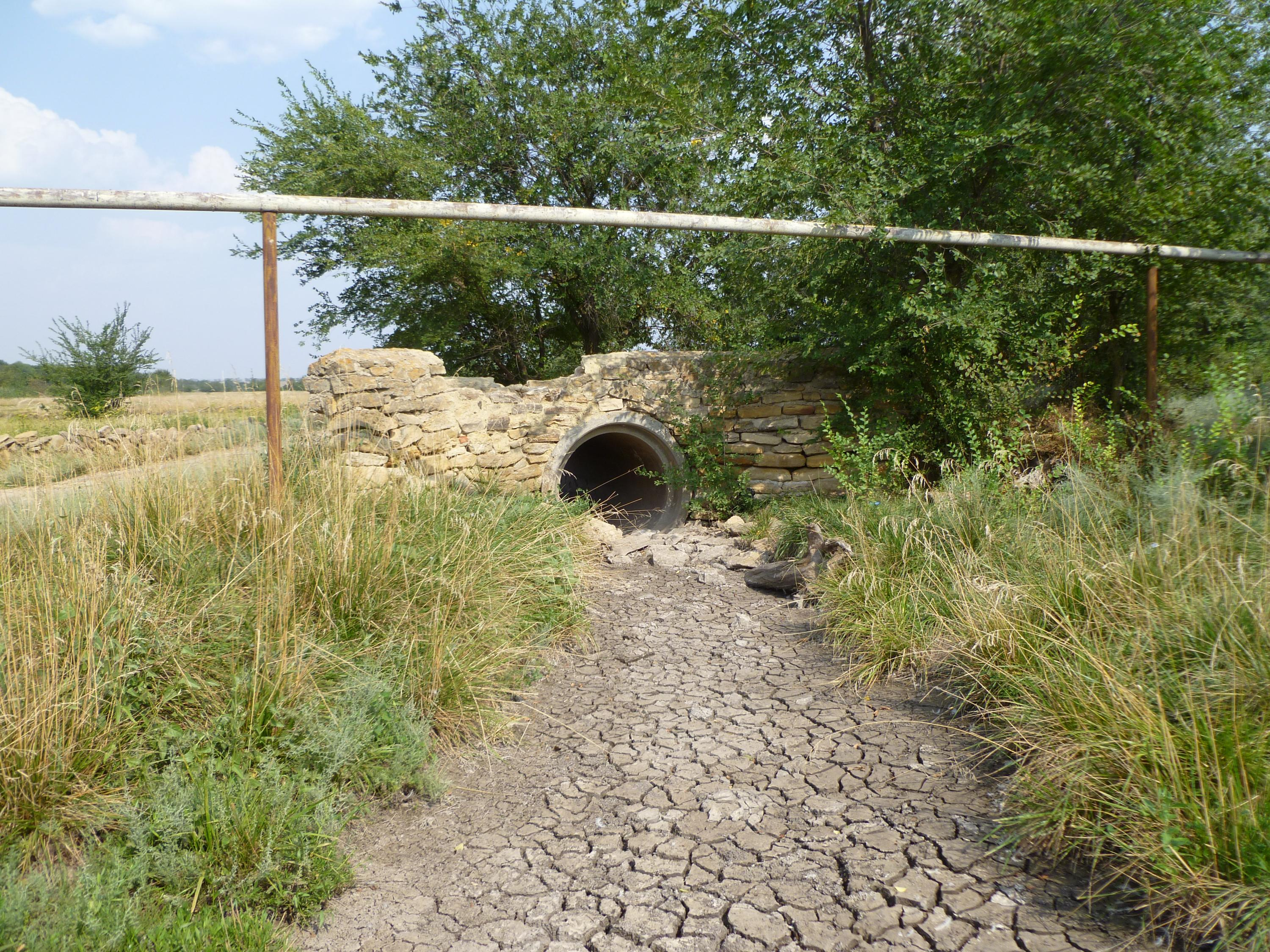
Сухое русло реки летом
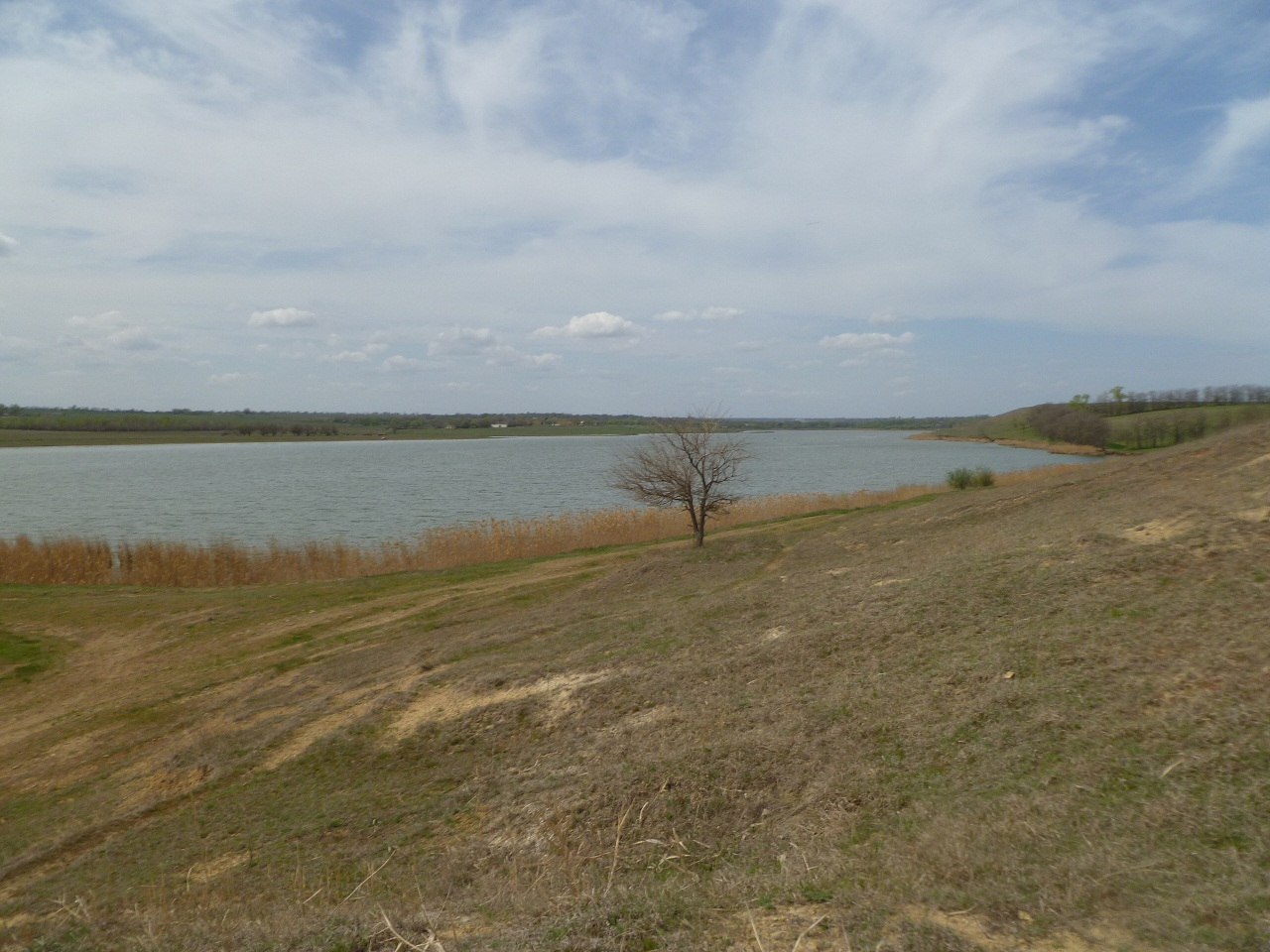
Пруд Малоягурский
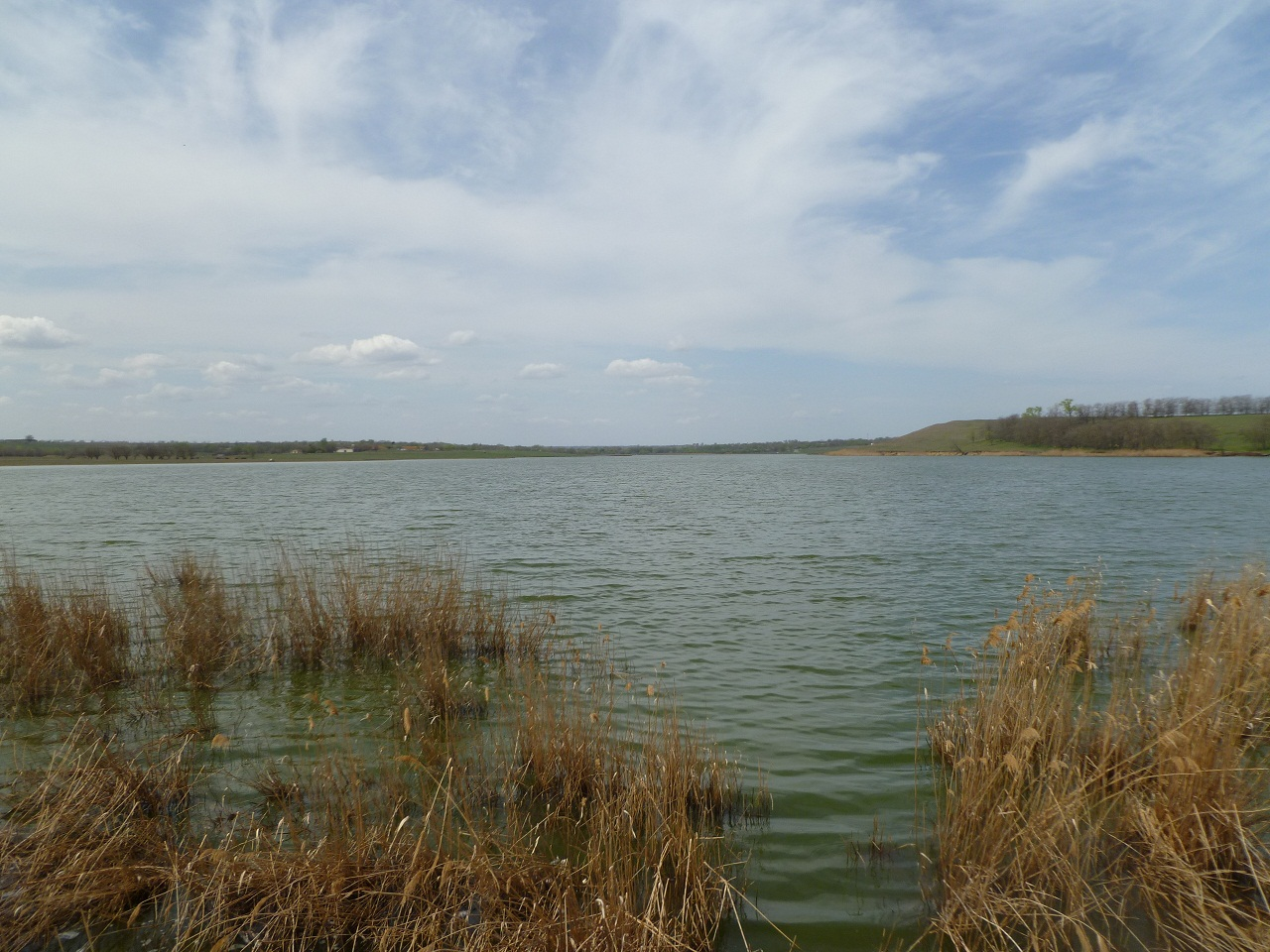
Пруд Малоягурский
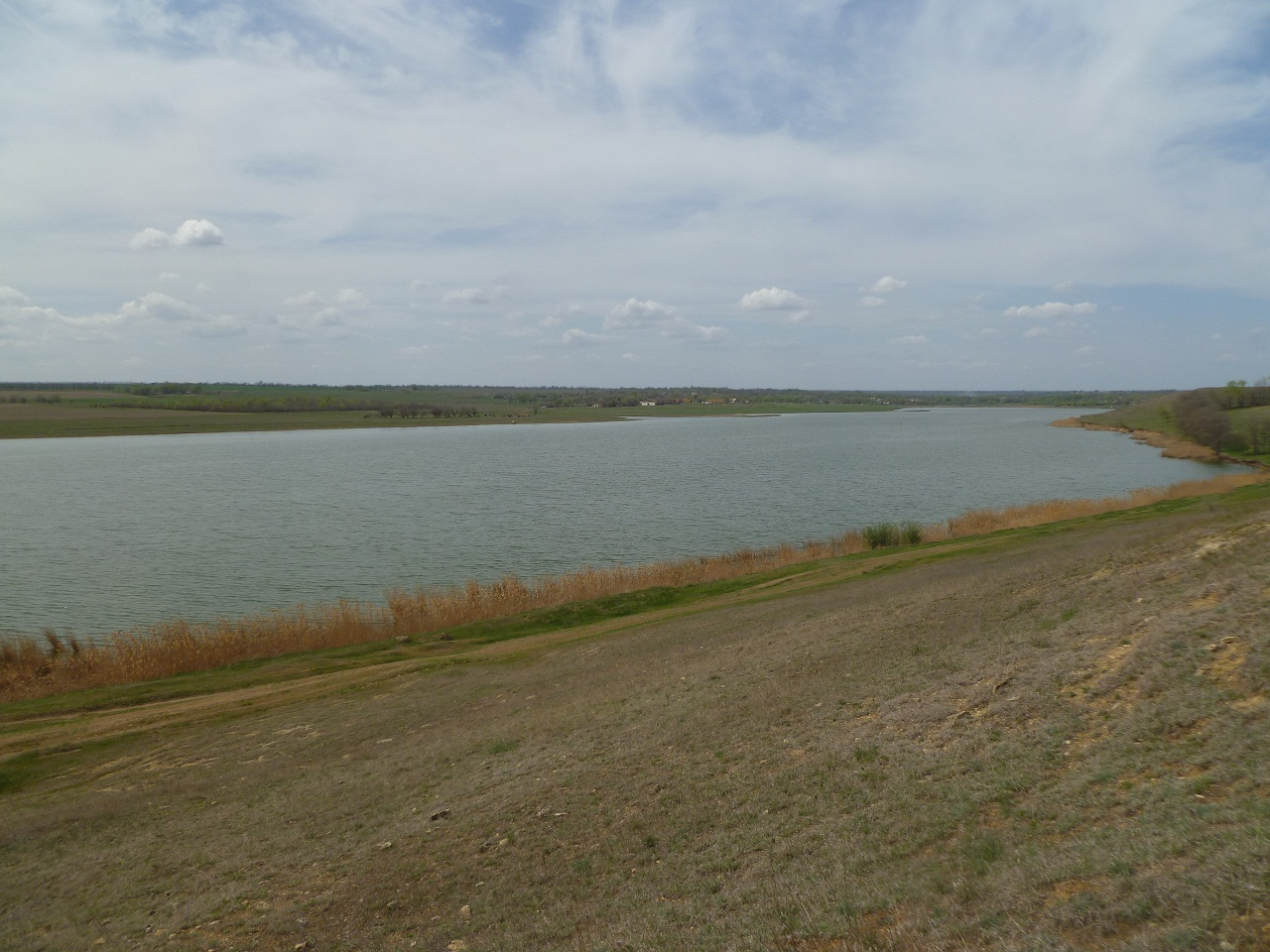
Пруд Малоягурский
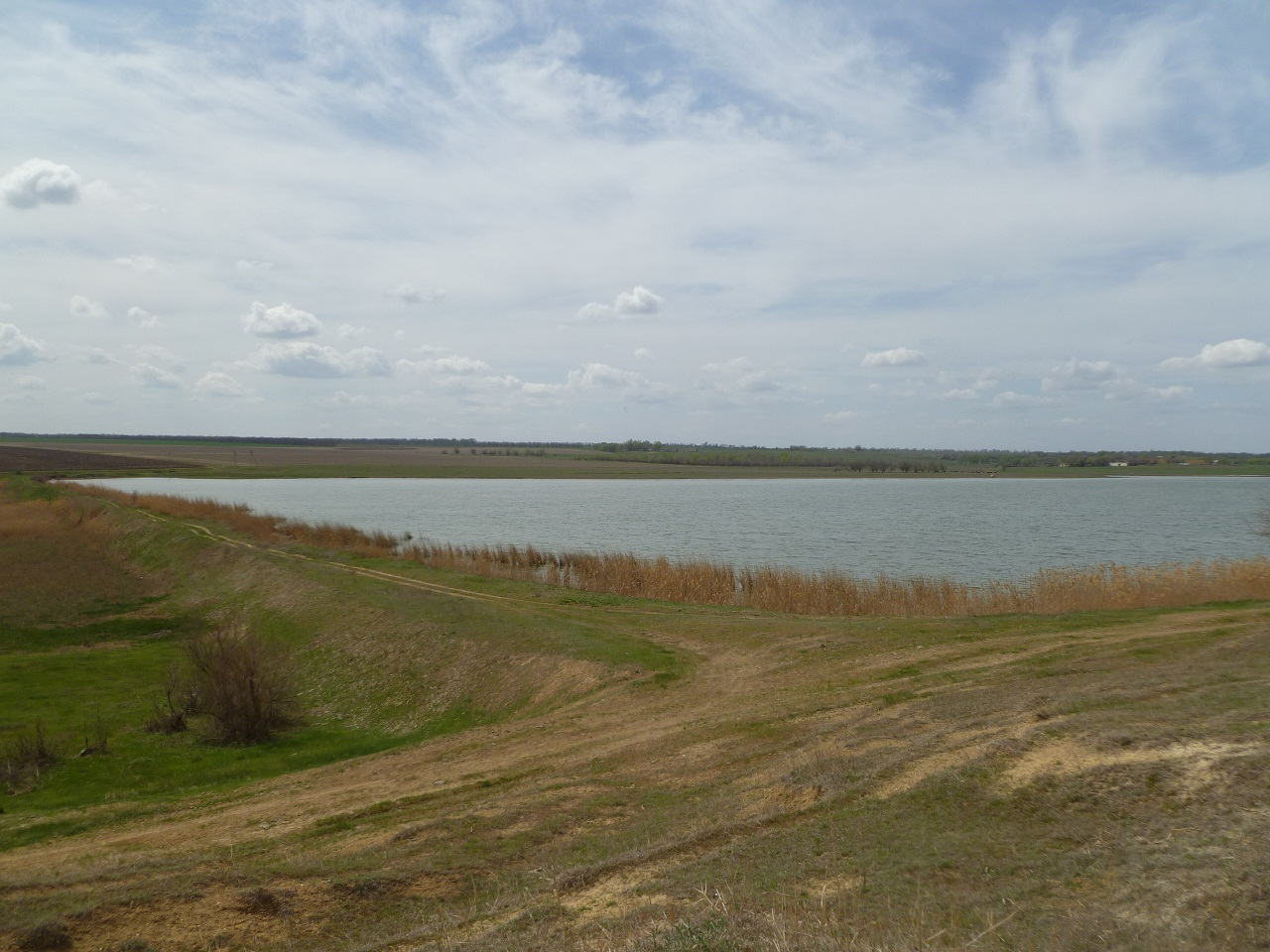
Плотина
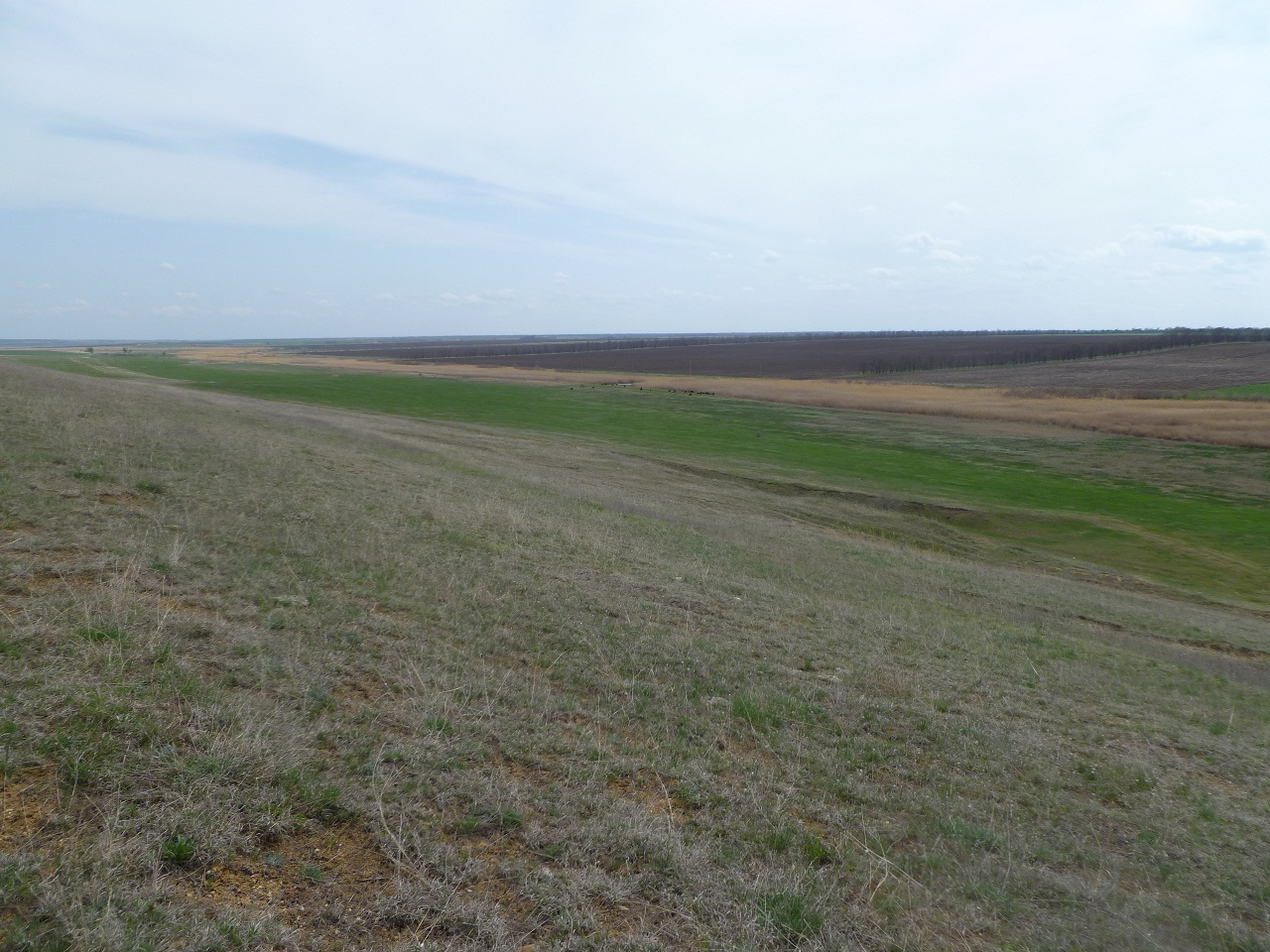
Долина реки
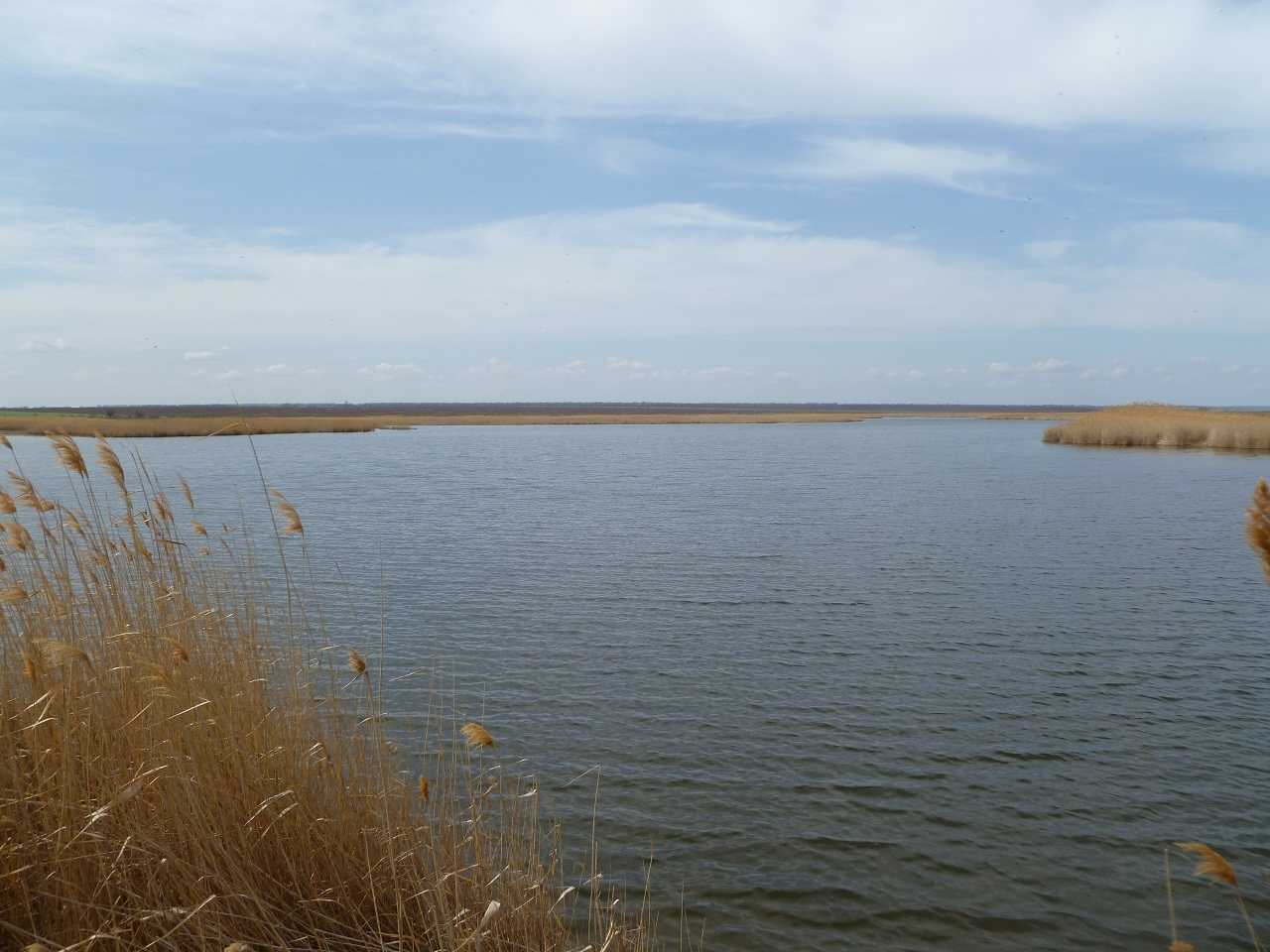
Пруд Дальний
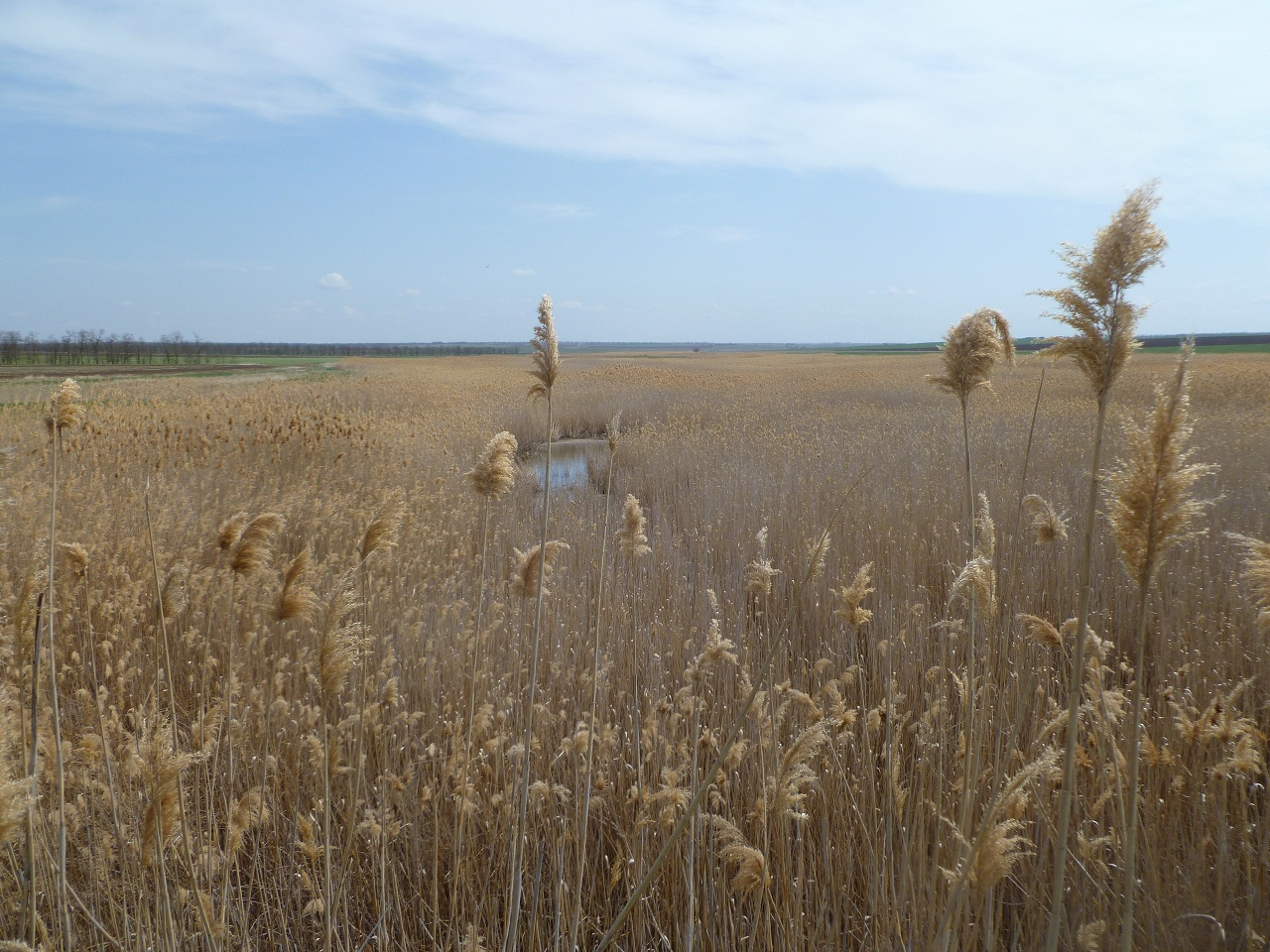
Заросли камыша в русле